# Kasamatsu
Kasamatsu (笠松町?) è una cittadina giapponese della prefettura di Gifu.